# Eristalinus nigricans
Eristalinus nigricans är en tvåvingeart som först beskrevs av Christian Rudolph Wilhelm Wiedemann 1830.  Eristalinus nigricans ingår i släktet slamflugor, och familjen blomflugor.
Artens utbredningsområde är Namibia. Inga underarter finns listade i Catalogue of Life.